# Пішля
Пішля́ (рос. Пишля, ерз. Пишля) — селище у складі Рузаєвського району Мордовії, Росія. Входить до складу Пайгармського сільського поселення.

## Населення
Населення — 30 осіб (2010; 33 у 2002).
Національний склад (станом на 2002 рік):
- росіяни — 64 %